# Onor Filomeno
Onor Campos Filomeno (Florianópolis, 13 de abril de 1962) é um artista plástico, artista gráfico, escritor e publicitário.

## Biografia
Estudou gravura, pintura, desenho e escultura na Escola Nacional de Belas Artes e Escola de Artes Visuais do Parque Lage (Rio de Janeiro, 1980/81).
Retornou a Florianópolis em 1981 onde fundou o Clube da Gravura de Santa Catarina juntamente com Jayro Schmidt.
Em 1982 participou da instalação e desenvolvimento das Oficinas de Gravura do Museu de Arte de Santa Catarina - MASC.
Neste espaço estudou litografia com Antonio Grosso, gravador carioca. A partir dai orientou, junto com Jayro Schmidt o curso de litografia nas Oficinas de Gravura do MASC, no prédio da Alfandega, em Florianópolis, até 1983, quando a oficina se transferiu neste mesmo ano para o Centro Integrado de Cultura - CIC - na mesma cidade. Em 1983 instalou a Oficina de Gravura em espaço próprio no prédio do CIC e estruturou e ministrou curso de litografia, xilogravura e gravura em metal.
Onor Filomeno, em 1986, assume a direção geral das Oficinas de Arte do MASC e com Hugo Mund Júnior, ex-professor da UNB - Universidade de Brasília, instalam um conjunto de oficinas interligadas e articuladas marcadas por uma intensa experiência de produção, pesquisa e ensino das artes plásticas. Oficinas Base (volume, plano e cor), Oficinas Espécie (pintura, escultura, comunicação visual, produção de materiais) e as Oficinas Breves que eram cursos temporários para aprofundar certos temas das artes como: Xilogravura, cerâmica, cenografia, serigrafia, história da arte, fundição em bronze, modelo vivo, entre outros (contratando nomes como: Fayga Ostrower, Danúbio Gonçalves, Orlando da Silva, entre outros). As Oficinas também realizaram várias palestras, publicaram álbuns de arte, jornais culturais, livros artesanais e uma série de materiais de arte para divulgação dos artistas catarinenses. Em visita a Florianópolis em 1987, Pietro Maria Bardi, então diretor do MASP, deixou seu depoimento sobre as oficinas…”sob a denominação de Oficinas, onde se desenvolvem atividades no campo da pintura, escultura, cerâmica, gravura e comunicação, conseguindo resultados exemplares. Ao comentar sobre o quanto a visita tinha-me impressionado, dizendo que considerava o conjunto como único no Brasil, provoquei aplausos de consentimento que não esperava”.
Morou um período em Paris no ano de 1989, estudando gravura.
Retorna ao Brasil em 1990, funda uma agência de publicidade, HUB Criação.
Presidiu a Associação Amigos do Museu de Arte de Santa Catarina.

## Acervo
- Onor Filomeno têm várias obras no acervo do MASC - Museu de Arte de Santa Catarina[1]

## Exposições
- Participação em várias exposições individuais e coletivas desde 1974
- Col. Pinturas Clube Doze de Agosto, 1979
- Col. Pinturas e Poemas, itinerante, 1981
- Col. Gravuras Letra e Imagem, Casa da Cultura, 1982
- Col de Litografias, MASC, 1982
- JASA - Jovem Arte Sul América, 1982 - BRASIL SUL - Salão realizado entre os estados de Santa Catarina, Paraná e Rio Grande do Sul
- JASA, Curitiba, 1983
- Prêmio JASA, Curitiba, 1984 (Prêmio de pintura pelo conjunto da obra)
- SCNA, Florianópolis, 1983 (Salão Catarinense de Novos Artistas)
- Instalação das Oficinas de Gravura nas Oficinas de Arte do MASC
- Individual de Pinturas e Gravuras, MASC, 1984
- Prêmio no JASA - Salão de Gravura de Curitiba em 1984[2]
- Exposição Letra e Imagem, MASC, 1985
- Mostra de Gravura da Cidade de Curitiba, 1986
- 111 Artistas pela paz, ACAP - Associação Catarinense de Artistas Plásticos, Florianópolis
- Pan'Arte com pinturas, coletiva itinerante promovida pelo MASC
- Individual de Pinturas, desenhos e gravuras na ACAP, Florianópolis
- Coletiva "Totum" 1990[3]
- Individual de Pinturas, Galeria do CIC - Centro Integrado de Cultura
- Coletiva “Tempo, espaço e arte: Linhas artísticas no acervo do MASC"[4]
- Arte da Gravura, SESC Santa Catarina 2002[5]
- Coletiva "Pretexto Poético" exposição itinerante de obras de artistas plásticos e poetas catarinenses.
- Coletiva "A Poética da Morte" com curadoria de João Evangelista de Andrade Filho, 2002
- Coletiva "Gravar: técnica e expressão", 2013
- Exposição: Abrangências e Singularidades, acervo do MASC, 2017

## Publicações
- Publica “Lucas Van Leida” (poesia) pela Editora Noa Noa em 1987.[6]
- Publica Ritual Sírio - Uma das treze mil abordagens da pintura: A árvore que perdeu sua raiz. (ficção) Edição do autor em 1987..
- Posfácio para o livro - Labirintos: Variações sobre os Arcanos Maiores do Tarô de Péricles Prade.
- Posfácio para o Livro - Tradução de "O Barco Ébrio" de Arthur Rimbaud por Jayro Schmidt.[7]
- Ilustração do livro: Além dos Símbolos de Péricles Prade.[8]
- Texto "As Horas" de Onor é utilizado nas falas dos personagens do livro de Péricles Prade "O Monge Astheros" em uma adaptação para o cinema - curta metragem - de Ronaldo dos Anjos intitulado "O Santo Mágico".[9]
- Ilustração do livro "El otro mar" de Daniel Ballester, poeta argentino[10]

## Curadorias
- “Reflexões: Curadoria e Crítica” propõe debates, diálogos e intercâmbios culturais[11]
- Curadoria juntamente com Bebeto da exposição "Gravar"[12]